# Anna Tatangelo
Anna Tatangelo (Sora, 9 gennaio 1987) è una cantante e personaggio televisivo italiana.
Dopo essersi aggiudicata alcuni concorsi musicali, tra cui l'Accademia della Canzone di Sanremo, è diventata nota grazie alla vittoria del Festival di Sanremo 2002 nella sezione "Giovani", con il brano Doppiamente fragili. Ad oggi risulta la più giovane vincitrice del Festival, avendolo trionfato a soli quindici anni. Ha inciso più di cento canzoni e pubblicato otto album d'inediti, incidendo anche delle cover di celebri canzoni come Dio, come ti amo, Mamma, Tu sì 'na cosa grande e tante altre.
Vanta otto partecipazioni al Festival di Sanremo, fra cui una vittoria nella categoria "Nuove Proposte" nel 2002, un terzo posto nella categoria Donne nel 2005, un primo posto nella categoria "Donne" e terzo posto nella classifica generale nel 2006 ed un secondo posto nel 2008. Ha inoltre partecipato tre volte al Summer Festival con Muchacha, Inafferrabile e Chiedere scusa. Ha vinto un Venice Music Awards e un Wind Music Awards nel 2011 e venduto in totale 1 milione di copie, certificate con 20 tra dischi d’oro e di platino.

## Biografia

### Gli esordi
A partire dal 1994 inizia a partecipare a diverse manifestazioni canore, sia provinciali che regionali. Nel 1999 si aggiudica il secondo posto al Minifestival della canzone di Viterbo, vincendolo l'anno successivo. Nel 2001 partecipa al concerto La nota d'oro di Blera, dove vince il concorso itinerante "Bravissimi in tour" di tappa a Sora.
Ancora, doppio secondo posto alle selezioni e alla finale del concorso "Una voce per..." e un'altra vittoria a "Castelliri in musica". Nell'agosto 2001, all'età di 14 anni, viene selezionata dalla Rai per il "Girofestival", dove presenta il suo primo inedito dal titolo, Dov'è il coraggio. Per la stessa canzone gira il suo primo videoclip, firmando il suo primo contratto discografico con la CSB Italia - Casalba.
Perfeziona il suo stile presso l'Accademia musicale di Sora, per la quale svolge attività concertistica nel coro giovanile. Nel settembre 2001 partecipa e vince l'Accademia della canzone di Sanremo con il brano L'angelo di Syria: con questa vittoria entra di diritto nel cast della Categoria giovani del Festival di Sanremo 2002.

### 2002-2004: la vittoria al Festival di Sanremo e il primo albumAttimo x attimo
Nel 2002, a 15 anni, partecipa e vince nella Categoria Giovani del Festival di Sanremo, con il brano Doppiamente fragili composto da Marco Del Freo e David Marchetti, seguita da Valentina Giovagnini e Simone Patrizi.
Pippo Baudo la sceglie come co-conduttrice della trasmissione Sanremo Top, insieme a Silvia Mezzanotte, vincitrice con i Matia Bazar della sezione Campioni con il brano Messaggio d'amore.
Sempre nel 2002 duetta con Gigi D'Alessio nel brano Un nuovo bacio, raggiungendo la nona posizione tra i singoli più venduti. A luglio prende parte alla XVII Giornata Mondiale della Gioventù. Nel 2003 torna al Festival di Sanremo, questa volta nella sezione Big, in coppia con Federico Stragà, con la canzone Volere volare, firmata da Bungaro e Claudio Passavanti.
Anticipato dal singolo Corri, esce nell'agosto del 2003 il suo primo album, dal titolo Attimo x attimo, prodotto da Fio Zanotti. Dall'album, oltre a Corri, vengono estratti la stessa Attimo x attimo e L'amore più grande che c'è. Nel 2004 viene scelta dalla Disney per duettare con Gigi D'Alessio ne Il mondo è mio, canzone dei titoli di coda per l'edizione speciale home video di Aladdin (1992).
Nello stesso anno, oltre a dedicarsi ai molteplici concerti del suo primo tour ufficiale, instaura una collaborazione con il canale Video Italia: le viene affidata la fascia pomeridiana Playlist Italia per la quale introduce le interviste, i programmi e i video live richiesti dai telespettatori di Live Italia. Con Video Italia la Tatangelo collabora per due anni.

### 2005-2006: il successo conRagazza di periferiaedEssere una donna

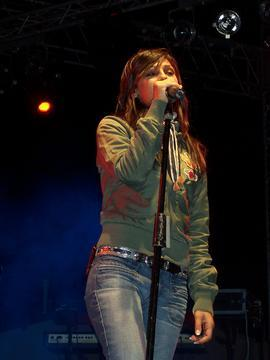
Anna Tatangelo nel 2005

Nel 2005 partecipa per la terza volta al Festival di Sanremo con Ragazza di periferia, canzone scritta da Gigi D'Alessio con Vincenzo D'Agostino e Adriano Pennino. La canzone si classifica al terzo posto della Categoria Donne e nelle settimane successive raggiunge la posizione numero 16 nella classifica dei singoli più venduti in Italia, che risulterà la canzone più famosa e più venduta del Festival di quell'anno, che riuscì a vendere più di 150.000 mila copie, ottenendo 8 dischi di platino
Con la partecipazione al Festival di Sanremo, esce anche il secondo album della cantante, anch'esso intitolato Ragazza di periferia. Due canzoni dell'album, Dimmi dimmi e Quando due si lasciano, vengono incluse nella colonna sonora del film Troppo belli.
A luglio la Tatangelo inizia il Tour 2005, che conta diverse date in tutta Italia. Quando due si lasciano è il nuovo singolo estratto. Il 23 settembre 2005, partecipa a O' Scià, festival di musica leggera italiana ideato da Claudio Baglioni, e, nel corso dello stesso mese, viene estratto dall'album il terzo singolo, Qualcosa di te. A dicembre è ospite del tour in Australia di Gigi D'Alessio.
Nel 2006 Tatangelo debutta discograficamente in Brasile e Sudamerica. Partecipa per la quarta volta al Festival di Sanremo con Essere una donna, canzone composta da Mogol e Gigi D'Alessio. Durante il corso della manifestazione, nella serata dei duetti, esegue una versione riarrangiata del brano, affiancata da Alberto Radius e Ricky Portera. La canzone vince nella Categoria Donne permettendole di partecipare alla votazione finale, dove si classifica al terzo posto. Il brano raggiunge la quarta posizione nella classifica FIMI. Il brano solo in quell'anno, vende 180.000 copie, ottiene 9 dischi di platino, restando in top 20 per oltre due mesi, e diventando la canzone più venduta del Festival.
Con la quarta partecipazione al Festival di Sanremo esce anche una riedizione dell'album Ragazza di periferia, al quale viene aggiunto il brano sanremese e l'inedito Colpo di fulmine. L'album viene certificato 8 volte disco di platino. In estate gira l'Italia con il Tour estivo e premiata ai Venice Music Awards come Rivelazione Femminile 2006. A settembre partecipa, per il secondo anno consecutivo, al Festival di O' Scià.

### 2007-2008: la consacrazione conMai dire mai
Anticipato dal singolo Averti qui arriva il 2 novembre 2007 il terzo album dal titolo Mai dire mai, che rappresenta il debutto della Tatangelo come autrice: suoi sono infatti i testi sia della già citata Averti qui che di Lo so che finirà. L'album vede anche il contributo di Gaetano Curreri degli Stadio, autore insieme a Saverio Grandi di Cosa ne sai.
Tra ottobre e novembre dello stesso anno Tatangelo è ospite nel tour americano di Gigi D'Alessio. Il secondo singolo estratto dell'album, a partire dal 23 novembre, è Lo so che finirà.
Il 2008 vede la sua quinta partecipazione al Festival di Sanremo, dove si classifica al secondo posto con il brano Il mio amico, dedicato a un amico gay della cantante, che suscita critiche negative da parte di alcune associazioni omosessuali. Il brano raggiunge anche la quattordicesima posizione nella classifica dei singoli più venduti, ottiene tre dischi di platino, risultando la canzone più famosa e venduta del Festival di quell'anno.
Nel corso del festival, sempre sulla stessa canzone, duetta anche con Michael Bolton e lo stesso duetto viene inserito nel repackaging di Mai dire mai, pubblicato il 29 febbraio 2008, che supera le 400 000 copie raggiungendo ben 8 dischi di platino. Tra la primavera e l'estate la Tatangelo è impegnata con il suo tour. Il 30 maggio 2008 viene estratto il nuovo singolo Mai dire mai.

### 2008-2009:Nel mondo delle donnee la battaglia contro la violenza sulle donne conRose spezzate

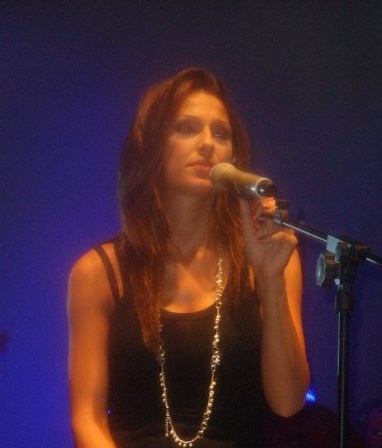
Anna Tatangelo nel 2009

Il 7 novembre 2008 esce il singolo Profumo di mamma, che anticipa l'uscita del nuovo disco, avvenuta il 28 novembre, dal titolo Nel mondo delle donne, un concept album tutto incentrato sull'universo femminile. Dal 30 gennaio 2009 viene scelto per il lancio via radio, il secondo singolo scelto per la promozione dell'album, Rose spezzate, brano di denuncia contro gli abusi sulle donne. Con questo singolo la cantante si unisce all'associazione Doppia difesa di Michelle Hunziker e Giulia Bongiorno, e, il 5 febbraio 2009, dichiara di volere devolvere i ricavati derivanti dalle vendite del brano alla suddetta fondazione.
Nel giugno del 2009 contribuisce al megaconcerto allo stadio Stadio San Siro di Milano in favore delle vittime del Terremoto dell'Aquila del 2009. L'iniziativa benefica intitolata Amiche per l'Abruzzo è ideata da Laura Pausini e vede coinvolte altre cantanti femminili della musica italiana. Pur avendo dato la sua adesione, Anna Tatangelo il giorno 21 giugno 2009 non potrà partecipare all'evento per motivi di salute. Il 27 novembre 2009 esce Q.P.G.A., album di Claudio Baglioni nel quale è presente il brano Due Universi cantato in duetto da Baglioni con la Tatangelo e Gigi D'Alessio.
Nel 2009, Matteo Principe, per la società editrice La Torre pubblica Anna Tatashima, manga ispirato alla cantante.

### 2010-2012:X Factor 4, il ritorno a Sanremo,Ballando con le stelle e Progetto B
Nel 2010 la cantante partecipa, in veste di giudice, alla quarta edizione di X Factor: le viene affidata la categoria Donne 16/24, che guida con la collaborazione di Adriano Pennino come vocal coach.
Il 10 dicembre 2010, insieme a Valeria Marini e Gigi D'Alessio, pubblica la compilation 3 x te, progetto il cui ricavato è destinato a essere devoluto a favore delle associazioni Noi come voi, Doppia difesa e Amri.
Nel 2011 Anna Tatangelo partecipa per la sesta volta al Festival di Sanremo con un brano di cui è coautrice, Bastardo: una ballata pop, con la quale arriva in finale e si classifica al nono posto diventando la canzone più vista in Tv nell’edizione di quell'anno (17.088.000 contatti nella serata d’esordio) e piazzandosi quarta tra le canzoni più ascoltate al Festival nelle ultime rassegne della kermesse. In contemporanea con la partecipazione al festival della cantante viene pubblicato, il 16 febbraio 2011, il quinto album dal titolo Progetto B, realizzato in collaborazione con Gigi D'Alessio e Adriano Pennino. L'album contiene 12 inediti e la reinterpretazione di Mamma, il brano di Cesare Andrea Bixio scelto dall'artista per la serata speciale del festival per il 150º anniversario dell'Unità d'Italia. Tra gli autori delle canzoni del disco compaiono Mario Biondi, che firma "Se" e L'aria che respiro, quest'ultima cantata in duetto con la Tatangelo e pubblicata il 1º aprile 2011, come secondo singolo, e Renato Zero, autore della canzone Anna.
Il 22 marzo 2011 la Mondadori pubblica la sua autobiografia Ragazza di periferia. La mia piccola favola. Nel maggio dello stesso anno prende parte ai Wind Music Awards e ha inizio il tour. Il 24 giugno esce Sensi, il terzo singolo estratto da Progetto B.
Nel 2012 partecipa come concorrente, in coppia con Stefano Di Filippo, dell'ottava edizione di Ballando con le stelle, il talent show di Rai 1 sul ballo condotto da Milly Carlucci con la partecipazione di Paolo Belli, dove si classifica al terzo posto e vince il "Premio boogie woogie". Partecipa anche a Ballando con te dove vince la sfida a squadre nel Team di Bobo Vieri e si classifica al secondo posto nella Coppa dei Campioni.
Il 15 giugno 2012 si esibisce a Città del Messico come ospite nel concerto di Gigi D'Alessio. Il 9 e 10 settembre 2012 è membro della giuria tecnica della 73ª edizione di Miss Italia. A fine settembre la Tatangelo è impegnata in Egitto, a Sharm el-Sheikh, dove ha tenuto un servizio fotografico e ha condotto un documentario per la rete televisiva Marcopolo. A dicembre partecipa a I grandi della musica, programma di Rai 1 condotto da Massimo Giletti e dedicato ai grandi artisti della musica italiana scomparsi, interpretando varie canzoni di Lucio Battisti e Mia Martini nelle serate a loro dedicate.

### 2013: la svolta dance conOcchio per occhioe il successo televisivo conQuesti siamo noi

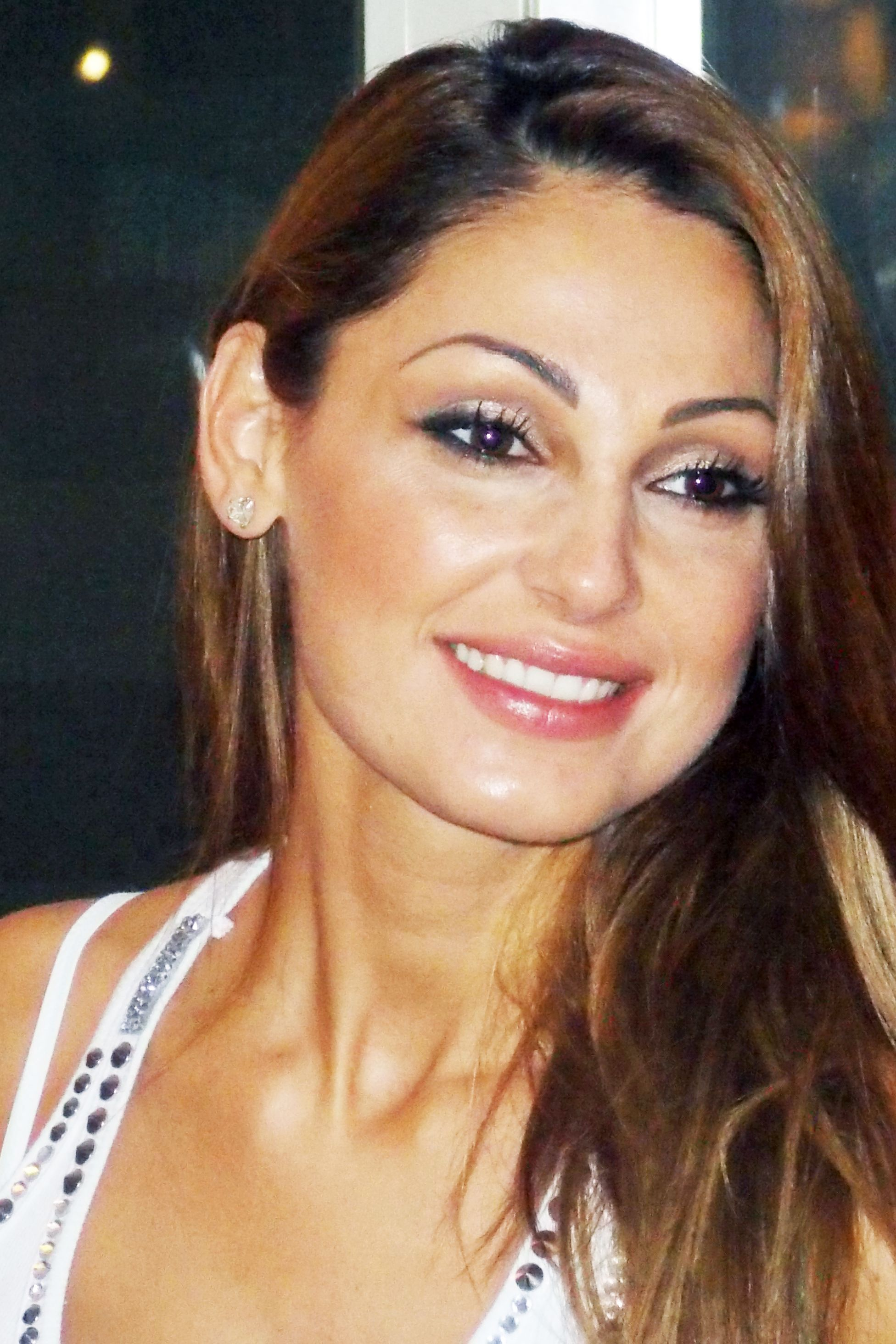
Anna Tatangelo nel 2013

In un'intervista al settimanale Chi (rivista) Chi la cantante presenta il suo nuovo singolo dal titolo Occhio per occhio, uscito il 22 marzo 2013. La canzone diventa la colonna sonora della campagna pubblicitaria del marchio Coconuda per la quale la Tatangelo è testimonial. Nel video che accompagna il singolo, girato da Cosimo Alemà e con le coreografie di Steve La Chance, la cantante si cimenta in alcuni passi di danza. Con la messa in onda di quello spot in tv, il nome di Anna Tatangelo cominciò a balzare in cima alle ricerche di Twitter, non solo in quell'anno ma anche nei successivi. Gli spettatori del festival impazzirono letteralmente per quella versione inedita della Tatangelo fuori gara al Festival tanto che la trasmissione Rai "Quelli che..." per accontentare il pubblico che lo reclamava a gran voce consegnò all'artista il Premio "Primo Posto al Festival senza essere stata presente in gara".
Nel 2013, insieme al suo compagno Gigi D'Alessio, conduce in prima serata su Canale 5 un varietà dal titolo Questi siamo noi. Nel programma sono ospiti Alessandra Amoroso, Bianca Atzei, i Modà, Roberto Vecchioni, Ale e Franz, Paolo Bonolis e Biagio Izzo. Il programma va in onda il 25 novembre dello stesso anno e viene seguito da più di 4 milioni di telespettatori totalizzando il 19,46% di share di ascolti vincendo la serata.

### 2014:Senza dire cheeMuchacha
Il 14 marzo 2014 Anna Tatangelo pubblica Senza dire che, un brano scritto per lei da Francesco Silvestre, leader dei Modà. Il singolo è accompagnato da un videoclip, girato a Verona e diretto da Gaetano Morbioli. Con questo nuovo progetto la cantante sceglie di abbandonare il cognome per cercare un approccio più confidenziale con il proprio pubblico.
A metà giugno 2014 Anna Tatangelo annuncia l'uscita di Muchacha, un nuovo singolo estivo e soggetto al senso del ritmo, scritto per lei sempre da Francesco Silvestre e presentato in anteprima in occasione del Summer Festival. Questo nuovo brano segna un'altra tappa verso l'uscita dell'album, prevista per i primi mesi del 2015. Il singolo ha ottenuto un grande successo commerciale ed anche radiofonico in Italia, trascorrendo numerose settimane nella classifica FIMI, raggiungendo la 33ª posizione nell'airplay generale, e la top 15 nell'airplay italiano, l'11ª posizione. Al termine dell'anno è risultato essere il 72º brano italiano più trasmesso dalle radio.
Il 31 dicembre partecipa alla trasmissione Gigi & Friends condotta da Gigi D'Alessio in diretta su Canale 5 e RTL 102.5 TV durante la quale, in un quartetto con Bianca Atzei, Valerio Scanu e lo stesso D'Alessio, duetta sulle note del brano Un nuovo bacio.

### 2015: Il ritorno a Sanremo,About LoveeLibera
Il 14 dicembre 2014 viene annunciata la sua partecipazione al Festival di Sanremo 2015, con il brano Libera, che anticipa l'omonimo album in uscita il 12 febbraio 2015, contenente brani scritti da Federica Camba, Daniele Stefani, Gigi D'Alessio e Francesco Silvestre, autore del brano sanremese. Al termine della quarta serata il suo brano è tra i quattro esclusi dalla finale fra lo stupore della gente che si è schierata dalla sua parte ritenendo ingiusta l'eliminazione. Anche la cantante Laura Pausini difenderà la Tatangelo scrivendo sui social quanto segue "...“non meritava questa eliminazione, è stata molto brava ed era anche bellissima. Sanremo a volte è inspiegabile. Nei Big c’era gente che di Big ha ben poco…”
Il 2 aprile è ospite a Roma al "Concerto di Cristallo" di Valerio Scanu con il quale si esibisce in un duetto sulle note della canzone Il mio amico e si esibisce sola con il brano Libera.
Il 20 aprile, viene mandata in onda su Italia 1 la prima puntata di About Love, programma ideato e prodotto da Federico Moccia che ha condotto insieme ad Alvin, ma pochi giorni dopo la messa in onda della puntata, dato il basso risultato di ascolti ottenuto, il programma è stato cancellato dal palinsesto della rete, lasciando in sospeso le altre quattro puntate realizzate. Le restanti puntate vanno in onda su La 5 dal 27 gennaio al 24 febbraio 2016.
Il 29 maggio 2015 Tatangelo pubblica il nuovo singolo Inafferrabile, quinto estratto dal suo album Libera. Il video è stato pubblicato il 26 maggio sul canale VEVO della cantante.
A ottobre esce Malaterra, album di Gigi D'Alessio nel quale è presente il brano O' core e na femmina cantato in duetto con la Tatangelo. Sempre a ottobre la Tatangelo prende parte ad alcune date del Tour Mondiale di Gigi: Malaterra World Tour.
Il 27 novembre 2015 la cantante pubblica il suo sesto singolo, estratto da Libera, Gocce di cristallo. Il video è stato pubblicato, in anteprima su VEVO, il 24 novembre dello stesso anno.

### 2016-2017: La conduzione deI migliori annie il debutto al cinema
Dal 29 aprile al 27 maggio 2016 affianca Carlo Conti ne I Migliori anni in veste di co-conduttrice su Rai 1. Durante quest'esperienza, la Tatangelo ha anche omaggiato in ogni serata una diva della musica internazionale attraverso un medley che ne ripercorre la carriera artistica.
Sempre nel 2016 debutta come attrice protagonista nel cast di Un Natale al Sud, insieme a Massimo Boldi, Paolo Conticini e Debora Villa. Il film esce nei cinema a dicembre dello stesso anno. Nella colonna sonora del film c'è il brano Un Natale italiano, cantato dalla stessa Tatangelo e scritto per lei da Giovanni Caccamo.
Nel 2017 viene ri-confermata come co-conduttrice insieme a Carlo Conti della nuova edizione de I migliori anni.

### 2018: Il ritorno alla musica, la vittoria aCelebrity MasterchefeRagazza di periferia 2.0
Ha partecipato e vinto la seconda edizione di Celebrity MasterChef Italia. Il montepremi finale di 100000 € è stato totalmente devoluto all'associazione Doppia Difesa e all'ospedale Bambin Gesù di Roma..
Il 4 maggio esce Chiedere scusa, il nuovo singolo scritto da Matteo Buzzanca che segna Il ritorno sulle scene musicali della Tatangelo e con il quale gareggia alla sesta edizione del Summer Festival.
Inoltre in estate/autunno è impegnata con la sua tournée per l'Italia (aggiungendo date in Germania e in Canada).
L'8 novembre riceve ad Aulla il "Premio Lunezia Interprete".
Il 9 novembre esce la versione remixata/trap del brano Ragazza di periferia, duettando con i rapper Achille Lauro e Boss Doms: Ragazza di periferia 2.0.
Il 20 dicembre 2018 viene annunciata la sua partecipazione al Festival di Sanremo 2019.

### 2019:La fortuna sia con me

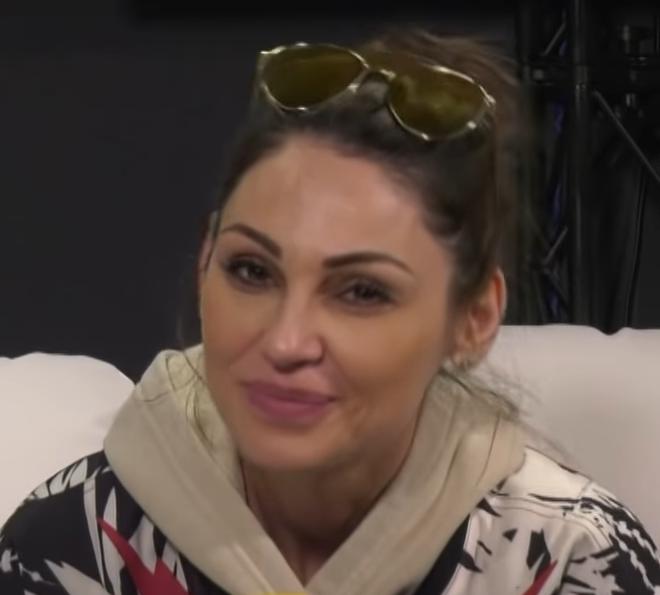
Anna Tatangelo nel 2019

Partecipa per l'ottava volta al Festival di Sanremo.
Si classifica al 22º posto con il brano Le nostre anime di notte. Invitata a Domenica In- Speciale Sanremo, Anna Tatangelo mette un punto definitivo alle critiche sulla sua musica ricevendo un boato di applausi da parte del pubblico presente in sala. Gli ascolti della trasmissione raggiungono uno share pari al 27,7%, numeri che non si vedevano dal 2012 con il picco di ascolti proprio durante l'intervento della Tatangelo. L'8 febbraio viene pubblicato dalla Sony Music il settimo album La fortuna sia con me. Il 22 marzo viene pubblicato il singolo Perdona. Dal 4 aprile gira l'Italia nei club con La fortuna sia con me Tour.
Il 7 giugno esce Tutto ciò che serve che farà da colonna sonora al tour estivo della cantante, che la vede esibirsi anche all'Arena di Verona il 4 giugno in occasione del Music Award. Il 1º settembre dello stesso anno la cantante ha dichiarato di lavorare a un prossimo album.
Nel mese di dicembre è giudice ad All Together Now, su Canale 5.
A dicembre 2019 registra per Radio Marte il singolo natalizio Natale Marziano 2k19.

### 2020-2023:Anna zero
All'inizio del 2020 ha iniziato la sua collaborazione con Mixer T, produttore di Gemitaiz, Danti dei Two Fingerz e tantissimi altri produttori e autori che si discostano in maniera importante rispetto alle precedenti produzioni dell'artista.
Il 3 luglio 2020 la Tatangelo pubblica un nuovo brano, Guapo, in collaborazione con il rapper napoletano Geolier. Il brano segna una vera e propria scossa musicale nella carriera dell'artista che decide di distaccarsi in maniera netta dalle precedenti produzioni e dalle sonorità che l'avevano caratterizzata fino ad allora. Il brano, sotto etichetta Believe Record, conferma il distacco dalle precedenti etichette discografiche: la Sony e la GGD, di Gigi D'Alessio. Il brano porta la firma dello stesso rapper e della cantante Martina May. Il brano strizza l'occhio alla trap e al R&B (complice anche la firma di Martina May al pezzo in questione) genere decisamente in voga in questi anni, ed è accompagnato da un video clip girato a Napoli e uscito il 14 luglio. Il video raggiunge oltre 11 milioni di views in due mesi dalla sua pubblicazione.
Il 16 ottobre dello stesso anno esce Fra me e te, un nuovo singolo in cui duetta con il rapper Gemitaiz. Anche questo brano conferma il cambio di rotta radicale per l'artista e anticipa il nuovo progetto di inediti in uscita nei primi mesi del 2021.
Dal 4 novembre è il nuovo giudice del game-talent show All Together Now - La musica è cambiata.
Dal 7 aprile è concorrente del game-show Name That Tune - Indovina la canzone nel Team Donne insieme a Orietta Berti, Sabrina Salerno e Antonella Elia dopo avere vinto la prima edizione nella squadra Team Morgan. Nel corso del programma la Tatangelo dimostra una conoscenza a 360 gradi del mondo musicale e un orecchio assoluto, tanto da ricevere appellativi come Donna Gatto o La Professora, entrambi grandissimi concorrenti del programma tv anni 90-2000 Sarabanda.
Il 30 aprile esce Serenata, il suo nuovo singolo, che conferma il cambio di rotta della Tatangelo e la sua nuova identità urban.
Il 16 maggio annuncia l'uscita di Anna zero, il suo ottavo disco in studio, in uscita il 28 dello stesso mese.
Il 1 luglio durante la presentazione dei palinsesti Mediaset per l'anno 2021-2022 viene confermata la presenza della Tatangelo come conduttrice del programma Scene da un matrimonio. Viene confermata inoltre nuovamente come giudice del programma All Together Now e dello spin-off All Togheter Now Kids.
Il 10 dicembre 2021 nell'ultimo cd di Briga, collabora nel brano Ti manca sempre qualcosa.
A marzo 2022, collabora nel brano Perdermi di nuovo del cantante Nashley.
A gennaio 2023 è guest star nello show di Francesco Cicchella, Cic to Cic disponibile su Prime Video. Nel programma eseguono duetti rivisitando canzoni come Essere una donna e Vivo per lei. Il programma ha ricevuto ampi consensi di pubblico e critica.
Partecipa nuovamente al programma Name That Tune - Indovina la canzone dove si impone nuovamente come la migliore concorrente nella storia del programma tanto da ricevere nel corso delle puntate l'appellativo di "Regina" del programma.
Tra il 2023 e il 2025 è una delle coach di Io canto Generation, Io canto Family e Io canto Senior, tutti e tre talent show di Canale 5: il primo e l'ultimo sono condotti da Gerry Scotti, mentre il secondo è condotto da Michelle Hunziker.
A dicembre 2023 registra per Radio Subasio il singolo natalizio Che natale è insieme a Raf, Orietta Berti, Nina Zilli, Paolo Vallesi e Gaetano Curreri.

### Il cambio di etichetta e il nuovo progetto discografico
Nel 2024 la Tatangelo firma il suo ingresso come artista per l'etichetta discografica indipendente Artist First. Claudio Ferrante, Presidente ed Amministratore delegato della società, commenta con le seguenti parole l'ingresso della cantante all'interno della sua scuderia: "Anna è una grande voce che rappresenta un pop incasellato; è l'umanesimo discografico."
Il 24 maggio 2024 ha pubblicato Mantra un brano che ha segnato l'inizio di un nuovo progetto discografico e di una nuova maturazione artistica. Il 16 maggio 2025 è uscito il singolo Inferno.

## Vita privata
Nel dicembre del 2006 è stata resa nota la sua relazione con il cantautore Gigi D'Alessio, iniziata nel febbraio del 2005 (quando D'Alessio era già separato con la moglie Carmela Barbato, con la quale ha poi divorziato nel 2014). La coppia ha avuto un figlio, Andrea, nato il 31 marzo 2010. I due hanno annunciato la fine della loro relazione nel 2017; nel 2018 la coppia è tornata unita, per poi separarsi nuovamente il 3 marzo 2020.
Nel settembre 2020 ha iniziato una relazione con il rapper napoletano Livio Cori, resa pubblica nell'estate 2021 e terminata ad inizio settembre 2022.
Dal 2023 al 2024 ha avuto una relazione con il modello Mattia Narducci.
Dal novembre 2024 è legata sentimentalmente all'ex calciatore Giacomo Buttaroni, dal quale attualmente è in attesa di un figlio, come annunciato con un post Instagram il 18 giugno 2025.

## Stile musicale
Anna Tatangelo si è proposta con uno stile mixato nel corso degli anni, accompagnato dalla sensualità della sua voce, a volte in tono dolce o altre più cupo; riconoscibile è la sua voce grazie alla presenza della tecnica del melisma.
Esempi di brani di musica leggera sono Ragazza di periferia e Il mio amico; pop sono
Essere una donna, Libera, Doppiamente fragili, Bastardo, Inafferrabile o Gocce di cristallo; brani dance pop sono Muchacha o il brano multimercato Occhio x occhio; jazz in L'aria che respiro; infine, si trovano influenze elettropop e rap in Ragazza di periferia 2.0 in duetto con Achille Lauro, e di R&B in Guapo in duetto con Geolier.

## Filantropia
Il 30 gennaio 2009 pubblica Rose spezzate, brano di denuncia contro gli abusi sulle donne. Con questo singolo la cantante si unisce all'associazione Doppia difesa di Michelle Hunziker e Giulia Bongiorno, e il 5 febbraio 2009 dichiara di volere devolvere i ricavati derivanti dalle vendite del brano alla suddetta fondazione.
Nel giugno del 2009 contribuisce al grande concerto allo stadio San Siro di Milano in favore delle vittime del Terremoto de l'Aquila del 2009. L'iniziativa benefica, intitolata Amiche per l'Abruzzo, è ideata da Laura Pausini e vede coinvolte altre artiste femminili della musica italiana.
Pur dando la sua adesione, il 21 giugno 2009 la Tatangelo non può partecipare all'evento per motivi di salute.
Il 10 dicembre 2010, insieme a Valeria Marini e Gigi D'Alessio, pubblica la compilation 3 x te, progetto il cui ricavato è destinato a essere devoluto a favore delle associazioni Noi come voi, Doppia difesa e Amri.
Ha partecipato e vinto alla seconda edizione di Celebrity MasterChef Italia. Il montepremi finale di €100.000 è stato totalmente devoluto all'associazione Doppia Difesa e all'ospedale Bambin Gesù di Roma.

## Attivismo
Nel 2006 partecipa per la quarta volta al Festival di Sanremo con il brano scritto da Mogol Essere una donna. Il brano riesce a ottenere la prima posizione nella categoria "Donne" (era una delle tre categorie in cui vengono divisi i 18 cantanti nell'edizione di quell'anno della manifestazione) per poi piazzarsi in terza posizione nella classifica generale. Essere una donna è inoltre il singolo di maggior successo nella carriera della Tatangelo. Il brano entrato nella top 20 della classifica FIMI il 9 marzo 2006, arriva alla quarta posizione la settimana seguente, e rimane nella top 20 per oltre due mesi.
Nel 2008 partecipa per la quinta volta al Festival di Sanremo con un brano scritto dal compagno Gigi D'Alessio, Il mio amico, con il quale sfiora la vittoria, classificandosi al secondo posto. Il brano è dedicato all'amico gay della cantante e parla delle problematiche e delle esperienze che egli vive per via della sua omosessualità. Durante il Festival la canzone è stata proposta tre volte, di cui una in duetto con Michael Bolton. Il brano raggiunge la quattordicesima posizione della classifica dei singoli più acquistati e scaricati dal web in Italia. La canzone non ha mancato di suscitare critiche da parte di alcune associazioni omosessuali, secondo le quali il testo del brano non rappresenterebbe la realtà dei membri della comunità LGBT.
Nel mondo delle donne è il quarto album della cantante, pubblicato il 28 novembre 2008 e registrato in parte negli studi londinesi di Abbey Road. Il disco, un concept album incentrato sull'universo femminile, è stato anticipato dal singolo Profumo di mamma, brano che tratta il tema della maternità dal punto di vista di una donna che ha appena scoperto di essere incinta. Contiene Rose spezzate, canzone sulla violenza sulle donne, e Adesso, brano sull'anoressia. Il secondo singolo estratto dall'album è Rose spezzate, brano scritto da Enzo Rossi; al singolo è accompagnata anche l'unione dell'artista alla fondazione Doppia difesa di Michelle Hunziker e Giulia Bongiorno. Il disco debutta alla ventiduesima posizione nella classifica FIMI.
Nel 2011 partecipa per la sesta volta al Festival di Sanremo classificandosi al 9º posto con Bastardo, ballata pop con testo firmato dalla stessa Tatangelo in coppia con Valentina D'Agostino, che parla di un uomo che conquista la donna per poi abbandonarla. La canzone è stata scritta pensando a una storia finita male, quando la cantante aveva solo 16 anni. Anna Tatangelo l'ha dedicata idealmente "a chi non voleva che facessi la cantante". In questo caso, la donna sofferente si rivolge all'uomo al grido di: «Voglio dirti quello che sento, farti morire nello stesso momento. Voglio bruciarti con il fuoco che ho dentro, per poi vederti cenere, bastardo!».
Occhio per occhio è un singolo della cantante pubblicato nel 2013. Il singolo è stato lanciato lo stesso giorno nel mercato latino-americano nella versione della Tatangelo, mentre in Spagna e nel Regno Unito la canzone è stata interpretata dalla cantante venezuelana Aneeka, dove i titoli sono stati rispettivamente Ojo por ojo nel primo e Eye for an Eye nel secondo Paese. La canzone è una dichiarazione di guerra che una donna molto ferita fa al suo compagno che viene definito «falsamente innamorato»; un attacco a chi non le ha prestato attenzione e non le ha donato amore e che ora si merita di essere ripagato con la stessa moneta, occhio per occhio dente per dente appunto.
Muchacha è un singolo della cantante pubblicato il 4 luglio 2014, il brano è una ballata pop/dance. Il videoclip del brano è stato diretto da Gaetano Morbioli e ottiene in quattro mesi circa tre milioni di visualizzazioni. La canzone riprende il tema del precedente Occhio per occhio.
Sempre nel 2014, la cantante diventa testimonial di Frecciarosa per la campagna di comunicazione e sensibilizzazione sul tema della salute, dei diritti e della sicurezza per le donne realizzata da IncontroDonna Onlus con il sostegno attivo del Gruppo FS e il patrocinio del Ministero della Salute e di Expo Milano 2015.
Nel 2015 la Tatangelo viene scelta dalla Lega Italiana per la Lotta ai Tumori come testimonial per la Campagna Nastro Rosa volta a sensibilizzare sulla prevenzione del tumore al seno. Per tale collaborazione la cantante non ha voluto alcun cachet collaborando in maniera totalmente gratuita ed offrendosi anche di fare un tour nelle scuole per parlare di prevenzione primaria.
Nel 2021 viene scelta come testimonial per la campagna di informazione e prevenzione "Non morire di melanoma" dalla Dermatologia del Policlinico Federico II e finanziato dalla regione Campania.

## Discografia

### Album in studio
- 2003 – Attimo x attimo
- 2005 – Ragazza di periferia
- 2007 – Mai dire mai
- 2008 – Nel mondo delle donne
- 2011 – Progetto B
- 2015 – Libera
- 2019 – La fortuna sia con me
- 2021 – Anna zero

### Raccolte
- 2010 – 3 x te

## Tournée
- 2003 – Attimo x attimo Tour
- 2005 – Ragazza di periferia Tour
- 2006 – Essere una donna Tour
- 2008 – Mai dire mai Tour
- 2009 – Nel mondo delle donne Tour
- 2011 – Progetto B Tour
- 2012 – Anna Tatangelo Live 2012
- 2014 – Anna Live 2014
- 2015-2016 –  Libera Tour
- 2017 – Anna Tatangelo Tour 2017
- 2018 – Anna Tatangelo Tour 2018
- 2019 – La fortuna sia con me Tour
- 2021 – Anna Tatangelo Live 2021
- 2022 – Anna Tatangelo Live 2022
- 2023 – Anna Tatangelo Live 2023
- 2024 – Anna Tatangelo Live 2024
- 2025 - Anna Tatangelo Live 2025

## Programmi televisivi
- Giro Festival (Rai 3 2001 concorrente)
- Festival di Sanremo (Rai 1, 2002, 2003, 2005, 2006, 2008, 2011, 2015 e 2019)

Concorrente per 8 volte 
- Sanremo Top (Rai 1, 2002)
- Playlist Italia (Video Italia, 2004-2006)
- Trofeo Birra Moretti (Canale 5, 2008)
- X Factor (Rai 2, 2010) - giurata
- Ballando con le stelle (Rai 1, 2012) - concorrente
- Ballando con te (Rai 1, 2012) - concorrente
- Miss Italia (Rai 1, 2012) - giurata
- Questi siamo noi (Canale 5, 2013)
- Capodanno con Gigi D'Alessio (Canale 5, 2014-2016) - ospite fissa
- About Love (Italia 1, 2015; La 5, 2016)
- Techetechetè (Rai 1, 2015) - Puntata 19
- I migliori anni (Rai 1, 2016-2017)
- 60 Zecchini (Rai 1, 2017) - concorrente
- Celebrity MasterChef Italia (Sky Uno, 2018) - concorrente
- All Together Now - La musica è cambiata (Canale 5, 2020-2021) - giurata
  - All Together Now Kids (Canale 5, 2021) - giurata
- Name That Tune - Indovina la canzone (TV8, 2020-2023) - concorrente
- Zecchino d'Oro (Rai 1, 2021) - giurata
- Scene da un matrimonio (Canale 5, 2021-2023)
  - Scene da un compleanno (Canale 5, 2023)
- Io canto Generation (Canale 5, 2023-2024) - coach
- Io canto Family (Canale 5, 2024) - coach
- Io canto Senior (Canale 5, 2025) - coach
- Sarabanda Celebrity (Italia 1, 2025) - concorrente

## Partecipazioni a manifestazioni canore
- Festival di Sanremo (Rai 1)
  - 2002 – 1º posto sezione "Nuove Proposte" con Doppiamente fragili
  - 2003 – 17º posto con Volere volare, in coppia con Federico Stragà
  - 2005 – 7º posto con Ragazza di periferia
  - 2006 – 3º posto con Essere una donna
  - 2008 – 2º posto con Il mio amico
  - 2011 – 9º posto con Bastardo
  - 2015 – Non finalista con Libera
  - 2019 – 22º posto con Le nostre anime di notte

## Filmografia

### Cinema
- Un Natale al Sud, regia di Federico Marsicano (2016)

## Opere
- Ragazza di periferia. La mia piccola favola (Mondadori Editore, 2011) - autobiografia

## Testimonial e spot pubblicitari
- G-Key (2005)
- Fergi (2007) - spot TV
- Playa Nevada (2007)
- Monella Vagabonda (2007-2008) - spot TV
- Richmond (2008-2010)
- Radio Loveable (2008) - voce alla radio
- Coconuda (2013-2015) - spot TV
- Kissimo - Biancaluna (2017-2018) - spot TV
- World Diamond Group (2022-2023)

## Riconoscimenti
- Festival di Sanremo
  - 2006 – Vincitrice della categoria "Donne" con Essere una donna
- Music Award
  - 2011 – Premio "Fondazione Arena di Verona"[61]
- Premio Internazionale semplicemente Donna
  - 2014 – Premio "Arte e cultura per il sociale"[62]
- Premio Lunezia
  - 2018 – Premio categoria "Interprete"[63]
- Premio Nazionale "Spiga d'Oro"
  - 2008 – Premio alla carriera[64]
- Radionorba
  - 2012 – Premio "Dieci anni di Battiti Live"
- Venice Music Awards
  - 2006 – Vincitrice sezione "New Big generation"[13]